# Fitness Olympia
La Fitness Olympia è una competizione internazionale di Fitness femminile ed è organizzata dalla Federazione internazionale dei BodyBuilders (in inglese International Federation of BodyBuilders o IFBB).
La gara si è tenuta per la prima volta nel 1995.
Adela Garcia è l'atleta che ha vinto il maggior numero di titoli (6).

## Vincitori
| Anno | Vincitrice                 | Secondo Posto          | Terzo Posto      | Luogo                            |
| ---- | -------------------------- | ---------------------- | ---------------- | -------------------------------- |
| 1995 | Mia Finnegan               | Carol Semple-Marzetta  | Saryn Muldrow    | Atlanta, Stati Uniti D'America   |
| 1996 | Saryn Muldrow              | Mia Finnegan           | Karen Hulse      | Chicago, Stati Uniti D'America   |
| 1997 | Carol Semple-Marzetta      | Saryn Muldrow          | Lena Johannesen  | New York, Stati Uniti D'America  |
| 1998 | Monica Brant               | Susan Curry            | Mary Yockey      | Nizza, Francia                   |
| 1999 | Mary Yockey                | Kelly Ryan             | Susan Curry      | Las Vegas, Stati Uniti D'America |
| 2000 | Susan Curry                | Kelly Ryan             | Jennifer Worth   | Las Vegas, Stati Uniti D'America |
| 2001 | Susan Curry                | Jennifer Worth         | Kelly Ryan       | Las Vegas, Stati Uniti D'America |
| 2002 | Susan Curry                | Kelly Ryan             | Jennifer Worth   | Las Vegas, Stati Uniti D'America |
| 2003 | Susan Curry                | Kelly Ryan             | Friedmansky      | Las Vegas, Stati Uniti D'America |
| 2004 | Adela Garcia - Friedmansky | Jen Hendershott        | Kelly Ryan       | Las Vegas, Stati Uniti D'America |
| 2005 | Jen Hendershott            | Kim Klein              | Adela Garcia     | Las Vegas, Stati Uniti D'America |
| 2006 | Adela Garcia               | Kim Klein              | Jen Hendershott  | Las Vegas, Stati Uniti D'America |
| 2007 | Adela Garcia               | Kim Klein              | Jen Hendershott  | Las Vegas, Stati Uniti D'America |
| 2008 | Jen Hendershott            | Tracey Greenwood       | Kim Scheidelerd  | Las Vegas, Stati Uniti D'America |
| 2009 | Adela Garcia               | Tanji Johnson          | Tracey Greenwood | Las Vegas, Stati Uniti D'America |
| 2010 | Adela Garcia               | Tanji Johnson          | Trish Warren     | Las Vegas, Stati Uniti D'America |
| 2011 | Adela Garcia               | Tanji Johnson          | Myriam Capes     | Las Vegas, Stati Uniti D'America |
| 2012 | Adela Garcia               | Oksana Grishina        | Tina Durkin      | Las Vegas, Stati Uniti D'America |
| 2013 | Adela Garcia               | Oksana Grishina        | Tanji Johnson    | Las Vegas, Stati Uniti D'America |
| 2014 | Oksana Grishina            | Regiane Da Silva       | Tanji Johnson    | Las Vegas, Stati Uniti D'America |
| 2015 | Oksana Grishina            | Tanji Johnson          | Myriam Capes     | Las Vegas, Stati Uniti D'America |
| 2016 | Oksana Grishina            | Tanji Johnson          | Regiane Da Silva | Las Vegas, Stati Uniti D'America |
| 2017 | Oksana Grishina            | Myriam Capes           | Regiane Da Silva | Las Vegas, Stati Uniti D'America |
| 2018 | Whitney Jones              | Ryall Graber           | Myriam Capes     | Las Vegas, Stati Uniti D'America |
| 2019 | Whitney Jones              | Missy Farrell Truscott | Ryall Graber     | Las Vegas, Stati Uniti D'America |
| 2020 | Missy Truscott             | Oksana Grishina        | Whitney Jones    | Orlando, Stati Uniti D'America   |
| 2021 | Whitney Jones              | Missy Truscott         | Oksana Grishina  | Orlando, Stati Uniti D'America   |
| 2022 | Missy Truscott             | Jaclyn Baker           | Ariel Khadr      | Las Vegas, Stati Uniti D'America |
| 2023 | Oksana Grishina            | Taylor Learmont        | Jaclyn Baker     | Orlando, Stati Uniti D'America   |
| 2024 | Missy Truscott             | Jaclyn Baker           | Taylor Learmont  | Las Vegas, Stati Uniti D'America |